# Rolle (Turnen)

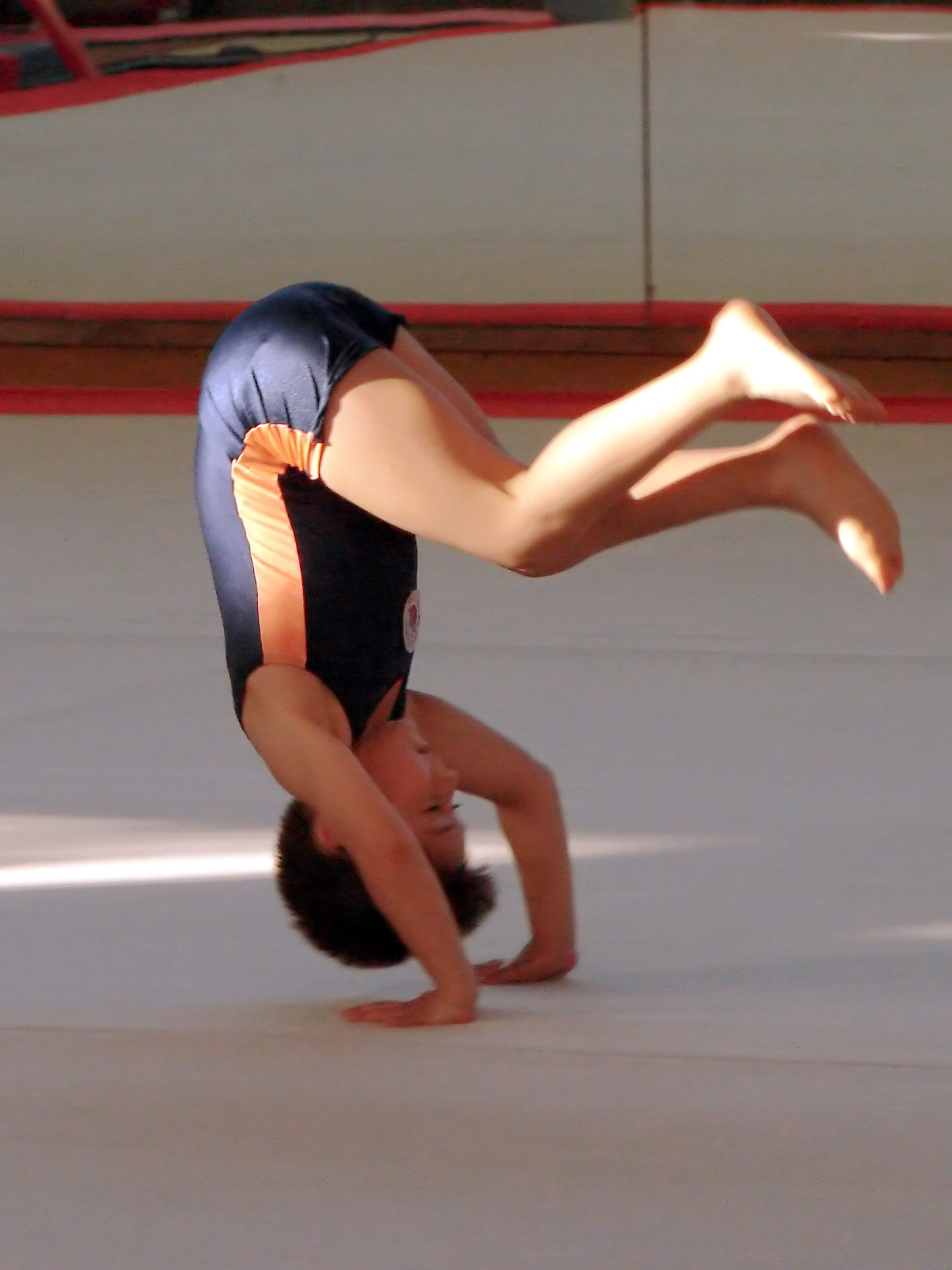
Rolle vorwärts

Eine Rolle (umgangssprachlich auch Purzelbaum) ist ein Bewegungsablauf im Gerätturnen, bei dem der Turner verbunden mit einer Translation um eine momentane Drehachse rotiert. Die Drehachse befindet sich jeweils an dem Punkt, an dem sich Boden und rollender Körper berühren. Rollen können sowohl vorwärts als auch rückwärts ausgeführt werden. Sie sind ein Basiselement am Boden, werden aber auch auf dem Schwebebalken ausgeführt.
In der Umgangssprache wird eine Rolle vorwärts auch als Purzelbaum (=sich aufbäumen und dann purzeln, erste schriftliche Erwähnung 1571), Kobolz, Kalabums, Kopsterbölter, Kopsibolter, Kusselkopf, Pusselkopp oder Kisselköpper bezeichnet.

## Bewegungsablauf

### Rolle vorwärts

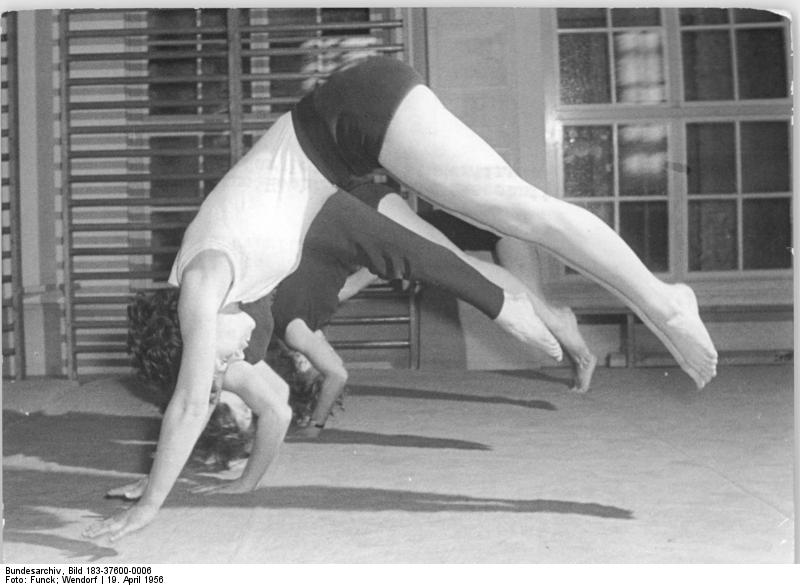
Drei Turnerinnen zeigen die Rolle vorwärts

Aus dem Stand geht der Turner in den flüchtigen Hockstand. Dabei führt er die Arme in die Vorhalte. Während die Beine gestreckt werden, werden die Hände schulterbreit auf dem Boden aufgesetzt. Die Arme bleiben zunächst gestreckt, der Kopf wird auf die Brust gelegt und der Rücken gerundet. Der Turner streckt seine Beine weiter, wodurch der Körperschwerpunkt in Rollrichtung verlagert wird. Um das Körpergewicht aufzufangen, werden die Arme leicht gebeugt. Mit dem Aufsetzen des Nackens beginnt die eigentliche Rollbewegung, bei der die Beine in sauberer Ausführung gestreckt sind. Während der Turner über seinen runden Rücken rollt, löst er seine Hände vom Boden und führt die Arme in Vorhalte, um ein rasches Aufstehen zu ermöglichen. Kurz bevor das Gesäß den Boden berührt, werden auch die Beine angewinkelt, so dass der Turner am Ende der Rollbewegung mit den Füßen den Boden berührt. Mit dem Durchdrücken der Knie endet der Turner nun im Stand.

### Rolle rückwärts
Auch bei der Rolle rückwärts beginnt der Turner im Stand und bewegt sich über den flüchtigen Hockstand nach unten. Die Arme werden dabei gebeugt und die Hände in Richtung Ohren bewegt. Mit gerundetem Rücken rollt der Turner nach hinten. Ist er weit genug gerollt, setzt er die Hände auf dem Boden auf. Die Finger zeigen dabei in Richtung Schultern, die Ellbogen zeigen nach oben. Das Körpergewicht wird nun auf die Hände verlagert und der Turner streckt schnellkräftig seine Arme. Nach einer kurzen Stützphase landet er auf seinen Füßen und seine Hände lösen sich vom Boden. Anschließend folgt ein Strecksprung.

## Bewegungsvariationen
Rollen vorwärts werden häufig als Sprung- oder Flugrollen ausgeführt. Hierbei wird die Rolle vorwärts aus dem beidbeinigen Absprung geturnt, in der Regel aus vorherigem Anlauf. Durch Anlauf und Absprung kann eine höhere und weitere Flugphase erreicht werden, die mit einer größeren Körperstreckung als bei einfachen Rollen üblich einhergeht.
Auf dem Balken werden außerdem freie Rollen gezeigt. Dabei handelt es sich um eine Rolle vorwärts ohne Aufsetzen der Hände.
Eine häufige Variation der Rolle rückwärts ist die Rolle rückwärts in den Handstand. Hierbei streckt der Turner beim Zurückrollen die Beine und dem Strecken der Arme geht eine schnellkräftige Hüftstreckung voraus, so dass der Turner im Handstand zum Stehen kommt. Die Schwierigkeit des Elements kann durch nachgeschaltete Handstanddrehungen noch erhöht werden. Mit der Rolle rückwärts in den Handstand verwandt ist die Felgrolle, eine Rolle rückwärts in den Handstand mit geraden Armen.
Auch beim Handstandabrollen wird die Rollbewegung geturnt, hier allerdings aus einem Handstand.

## Trivia

### Kalabums-WM
In Bremen fand zwischen 2005 und 2007 die Kalabums-WM statt, bei der der Kalabums als eine Rolle den Deich hinunter ausgeführt wird. Die drei Disziplinen der Kalabums-WM waren das Einzelrollen, das Staffelrollen und das Kostümrollen.
WM 2006
Kalabums-Weltmeister im „Einzelrollen“ 2006 wurde Roman Lubetzki aus Bremen-Blockdiek, der die Strecke von 30 Metern und 45° Gefälle in einer neuen Weltrekordzeit von 4,93 Sekunden zurücklegte. Lubetzki gewann 2006 ebenso den Rooky-Wettbewewerb „Mann gegen Fass“ und stellte dabei einen weiteren Weltrekord auf. Kalabums-Weltmeister im „Staffelrollen“ 2006 wurde der Newcomer und Liebling des Publikums Laszlo Soukup gemeinsam mit dem Weltmeister im Einzelrollen Roman Lubetzki, welche für das Südamerikanische Team Mexiko antraten. Die Meisterschaft 2006 in Bremen wird als historischer Höhepunkt der internationalen Kalabums-Szene bezeichnet.

### Welttag des Purzelbaums
Der Aktionstag wurde 2009 durch den evangelischen Theologen und Pfarrer Jörg Wilkesmann-Brandtner für den 27. Mai. eingeführt.